# Fort Conger
Pour les articles homonymes, voir Conger.
Fort Conger est un ancien établissement, installation militaire et lieu de recherche scientifique de la région de Qikiqtaaluk au Nunavut, Canada. Il a été établi en 1881 comme camp pour l'exploration polaire et est connu pour être l'un des premiers sites de recherche scientifique de l'Arctique et la contribution du gouvernement  américain à la première année polaire internationale. En 1991, les bâtiments de Fort Conger ont été classés « édifices fédéraux du patrimoine ».
Fort Conger est situé sur la rive nord de la baie Lady Franklin au nord-est de l'île d'Ellesmere dans le parc national Quttinirpaaq. L'île Bellot se trouve de l'autre côté du havre Discovery. Fort Conger est situé au nord de la limite des arbres, où la végétation se caractérise par la présence de lichens et de prés. Maintenant inhabité, il fait partie des quelques endroits ayant été habités en permanence dans les îles de la Reine-Élisabeth.

## Histoire
Le havre Discovery, où est situé Fort Conger, a été utilisé en 1875 comme lieu d'hivernement du HMS Discovery, l'un des deux navires de l'expédition Arctique britannique dirigé par George Nares. Bien que Nares ait laissé des provisions, la plupart n'ont pas été retrouvées quand le fort a été construit en 1881 comme base de recherche scientifique de l'expédition de la baie Lady Franklin, dirigé par Adolphus Greely. Le fort a été nommé en l'honneur du  sénateur américain Omar D. Conger, qui a appuyé l'expédition. Vingt-cinq hommes, comprenant des militaires, des conscrits et des inuits y vécurent deux ans, conduisant des recherches à Fort Conger et ses environs les deux années qui suivirent.
Durant son expédition de 1899 pour atteindre le Pôle Nord, Robert Peary atteignit Fort Conger et perdit plusieurs orteils à cause de gelures. Peary utilisa le fort deux autres fois en 1905 et 1908. Il fut utilisé encore en 1915 et 1935. En 1937, l'expédition arctique MacGregor tenta de réoccuper Fort Conger.

## Construction
Le fort original construit par Greely était un édifice de trois pièces de 18 m de long, 5 m de large et de 3 m de haut. Des appentis de chaque côté du bâtiment servirent à entreposer le matériel. La construction était faite de planches de bois recouvertes de papier goudronné. Ce bâtiment était peu adapté à l'Arctique et était difficile à chauffer.
Quand Peary atteint le Fort Conger quelques années plus tard, il le trouva « grotesque in its utter unfitness and unsuitableness for polar winter quarters ». Il décida de démolir le fort et réutilisa les planches pour construire plusieurs petites cabanes dont certaines sont encore debout.